# UPT Batahan IV
UPT Batahan IV is een bestuurslaag in het regentschap Mandailing Natal van de provincie Noord-Sumatra, Indonesië. UPT Batahan IV telt 373 inwoners (volkstelling 2010).